# Ringaudas Bronislovas Songaila
Ringaudas Bronislovas Songaila (* 20. April 1929 in Klaipėda; † 25. Juni 2019) war ein sowjetlitauischer Politiker. Er war Mitglied der Kommunistischen Partei Litauens (Lietuvos Komunistų Partija), Vorsitzender des Ministerrates und Vorsitzender des Präsidiums des Obersten Sowjets der Litauischen SSR. Die Litauische SSR leitete er zudem von 1987 bis 1988 als deren Erster Sekretär.

## Leben
Er war  Minister für Landwirtschaftsproduktion von LSSR. Ab 1959 war er Deputat im sowjetlitauischen und ab 1979 im sowjetischen Obersten Sowjet, von 1975 bis 1981 Vorsitzender des litauischen Obersten Rats. Am 16. Januar 1981 wurde er als Nachfolger von Juozas Maniūšis Vorsitzender des Ministerrates. Dieses Amt behielt er bis zu seiner Ablösung durch Vytautas Sakalauskas am 18. Januar 1985. Anschließend wurde er als Vorsitzender des Präsidiums des Obersten Sowjets de facto Parlamentspräsident der Litauischen SSR.
Der Höhepunkt seiner politischen Laufbahn war jedoch die Ernennung zum Ersten Sekretär der Kommunistischen Partei Litauens (Lietuvos Komunistų Partija) am 1. Dezember 1987 als Nachfolger des kurz zuvor verstorbenen langjährigen Parteichefs Petras Griškevičius. Die Hoffnung auf eine Umsetzung der von Michail Gorbatschow eingeleiteten Reformpolitik von Glasnost und Perestroika in Litauen wurde damit zunächst enttäuscht, da er als konservativer Funktionär bekannt war. Allerdings verlor er dieses Amt wegen seiner Unpopularität bereits am 20. Oktober 1988 an den reformorientierten ZK-Sekretär für Industrie, Algirdas Brazauskas.
Er war damit der erste Parteichef, der seines Amtes enthoben wurde, da sowohl Griškevičius als auch dessen Vorgänger Antanas Sniečkus das Amt des Ersten Sekretärs der LKP bis zum Tode behalten hatten.